# ソユーズ2.1v
ソユーズ2.1v（ロシア語: Союз 2.1в, 英語: Soyuz-2.1v）は、ロシアで開発・運用されているソユーズ2シリーズのロケット。2013年に初めて打ち上げられた。開発当初はソユーズ-1の名でも呼ばれた。

## 設計

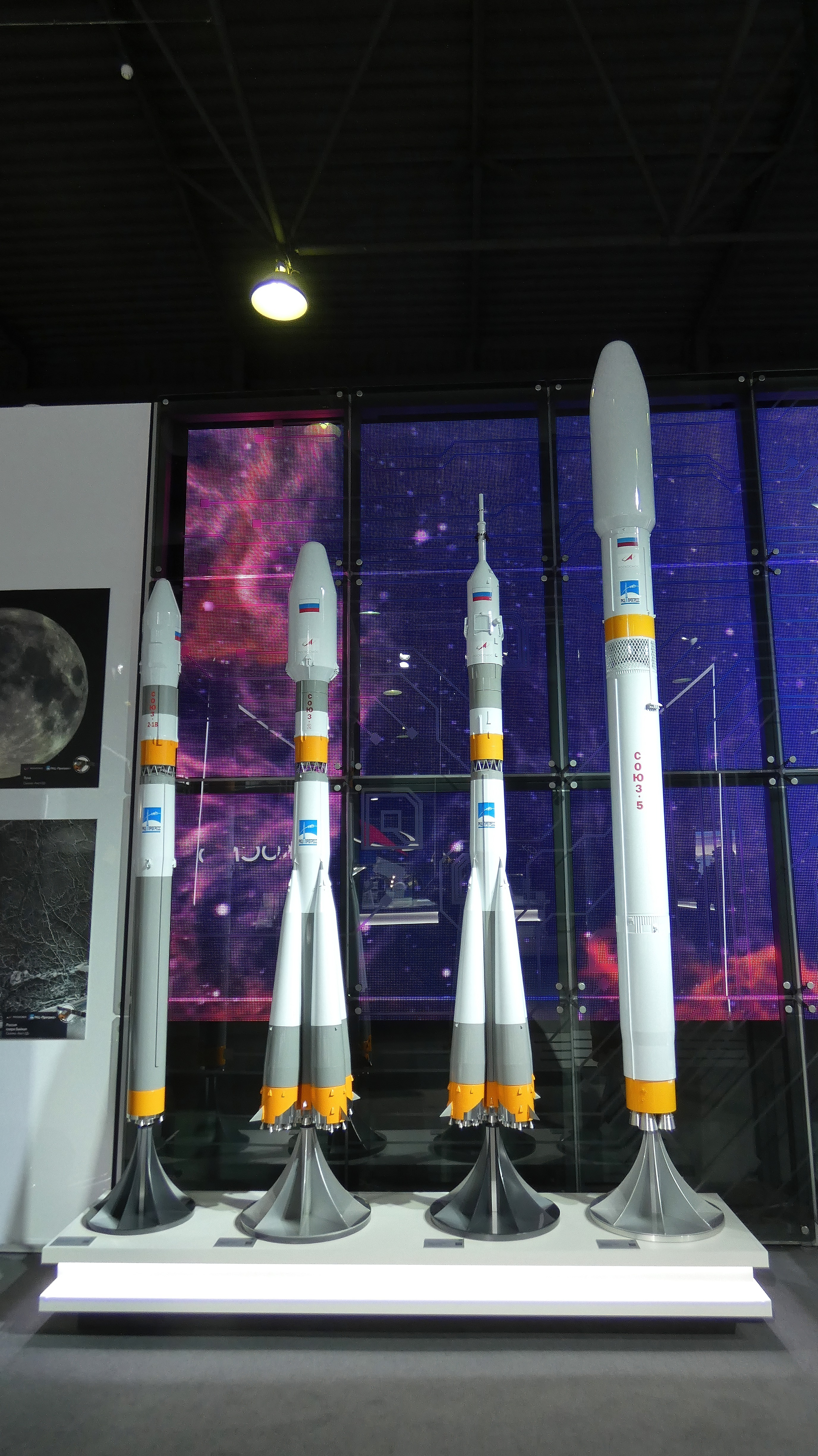
ソユーズロケットの比較。左からソユーズ2.1v, 2.1a, 2.1b, ソユーズ5

ソユーズ2.1vはソユーズ2.1bを元に開発されたが、ほぼ全面改良に近い状態になっている。第1段の4基のノズルを有するRD-108エンジンを強力なNK-33エンジン1基に換装する代わりに、4本のブースターを廃した軽量型ロケットであり、1段の直径も2mから2.7mに拡大されている。誘導制御機器と2段（RD-0124エンジン）はソユーズ2.1bのものを引き継いでいるが、上段（オプション）にはフレガートに代わり新型のVolgaステージを採用している。
発射台は従来型のソユーズロケットと同じものを改良することで使用できる。打ち上げ能力は低軌道へ2.8tで、小型・中型衛星の打ち上げ用として使われているロコットの後継機にすることも考えられている。
ソユーズ2.1vロケットの初期の打上げでは、1970年代にN-1月ロケット用に開発された古いNK-33エンジンが使用されるが、このエンジンは既に製造を終了しているため、約20基の在庫を使い切れば利用できなくなる。このため、在庫がなくなった時点で、RD-193エンジンに切替えられる予定であった。
ブースタを取り去ったソユーズ2.1vロケットは、ブースタを追加することで打ち上げ能力を拡張することが出来る。このブースターを再装着したタイプは、ソユーズ2-3と呼ばれることになる。またソユーズ2.1bから引き継いだRD-0124を液体酸素と液体水素を使用するエンジンに置き換えてソユーズ3とする構想もある。

## 打ち上げ実績
開発は2008年に始まり、2012年に初打ち上げを予定していたが、2012年8月に地上での燃焼試験中に、NK-33の周りに装備している姿勢制御用エンジンRD-110Rの4基のうちの1基が爆発事故を起こしたため、打ち上げは延期された。2013年12月28日にプレセツク宇宙基地から初打ち上げに成功した。2025年2月5日にソユーズ2.1vロケットの最後の打ち上げが行われた。